# 弗兰肯海恩
弗兰肯海恩（德語：Frankenhain，發音：[ˈfʁaŋkn̩haɪn]）是德国图林根州伊尔姆县曾经的一个市镇，面积12.25平方千米，2017年12月31日人口为711人。2019年1月1日，弗兰肯海恩与另外5个市镇合并为新市镇格拉塔尔。